# Georgios Katidis
Georgios Katidis (tiếng Hy Lạp: Γεώργιος Κατίδης; sinh ngày 12 tháng 2 năm 1993) là một cầu thủ bóng đá chuyên nghiệp người Hy Lạp hiện đang thi đấu ở vị trí tiền vệ tấn công cho Panelefsiniakos.

## Sự nghiệp câu lạc bộ

### AEK Athens
Ngày 27 tháng 8 năm 2012, Katidis ký hợp đồng 4 năm đối với AEK Athens, bản hợp đồng này giữ anh ở lại câu lạc bộ cho đến năm 2016. AEK Athens và câu lạc bộ cũ đã đồng ý về khoản phí chuyển nhượng €100.000.
Katidis đã gây ra một cuộc tranh cãi quốc tế vào ngày 16 tháng 3 năm 2013, khi Katidis chào kiểu Quốc xã sau khi ghi bàn thắng quyết định vào lưới đối thủ Veria. Hành động của anh đã bị các chính trị gia, người hâm mộ và giới truyền thông lên án. Sau đó, anh nói với công chúng rằng anh không biết về hàm ý của cử chỉ đó, nói rằng anh chỉ muốn ghi bàn thắng cho một đồng nghiệp trên khán đài. Huấn luyện viên của AEK Athens Ewald Lienen nhận xét rằng Katidis "không biết gì về chính trị". Kết quả là Liên đoàn bóng đá Hy Lạp đã bỏ phiếu nhất trí cấm Katidis khoác áo các tuyển quốc gia Hy Lạp suốt đời và anh bị phạt 50.000 €. Ngoài ra, anh còn bị AEK Athens cấm thi đấu trong phần còn lại của mùa giải.

### Novara Calcio
Chủ sở hữu của Novara, Massimo de Salvo cho rằng đội bóng sẽ không 'hạ thấp' vụ việc. "Chúng tôi không có ý định để hạ thấp cử chỉ của anh," Katidis nói: "Thật là thiếu tôn trọng đối với hàng triệu người đã phải chịu đựng và trả giá bằng mạng sống của họ cho những người khác tin vào ý tưởng và huyền thoại sai lầm." De Salvo cũng cho biết sự hối hận của Katidis là yếu tố chính trong việc bắt đầu đàm phán với chàng trai 20 tuổi. "Chúng tôi muốn cho anh một cơ hội khác, bởi vì chúng tôi tin rằng phạm sai lầm như vậy là nghiêm trọng, nhưng thừa nhận là xứng đáng." Các phương tiện truyền thông Ý đã gọi Katidis là 'Di Canio của Hy Lạp', ám chỉ cựu tiền đạo của Lazio - Paolo di Canio, người đã gây ra tranh cãi khi chào kiểu Quốc xã trong khi ăn mừng bàn thắng. Nhưng cuối cùng, Katidis ký hợp đồng với đội bóng Novara có thời hạn 1+1 năm.
Ngày 31 tháng 7 năm 2014, Novara tuyên bố chấm dứt hợp hợp đồng đối với Katidis.

### Veria
Sau khi xa Hy Lạp một năm, Katidis trở về quê hương bằng cách ký hợp đồng hai năm đối với Veria. Anh có trận ra mắt chính thức vào ngày 20 tháng 9 năm 2014, trong trận thua trên sân khách trước Olympiacos. Anh có trận thứ hai ở Cúp Quốc gia Hy Lạp, gặp Ermionida. Anh ra sân lần thứ ba với tư cách là cầu thủ dự bị khi thay thế Sotiris Balafas trong trận gặp PAS Giannina. Ngày 26 tháng 1 năm 2015, Katidis rời khỏi Veria vì cầu thủ này đã không gây ấn tượng với màn trình diễn.

### Levadiakos
Ngày 29 tháng 1 năm 2015, Katidis đặt bút ký vào bản hợp đồng có thời hạn 2+1⁄2 năm với đội bóng Levadiakos ở Giải bóng đá vô địch quốc gia Hy Lạp.

### Panegialios
Ngày 10 tháng 1 năm 2016, Katidis ký hợp đồng 1 năm với câu lạc bộ Panegialios ở Football League.

### FF Jaro
Ngày 30 tháng 1 năm 2017, Katidis ký hợp đồng với câu lạc bộ FF Jaro ở Phần Lan. Ngày 4 tháng 2 năm 2017, trong trận đấu ra mắt của anh với câu lạc bộ, Katidis đã thực hiện hai pha kiến tạo giúp cho bàn thắng của FF Jaro trong chiến thắng 2–1 tại Suomen Cup trước SJK. Hai tuần sau, anh ghi một cú đúp giành chiến thắng tỷ số 8–1 cho FF Jaro trước đối thủ SJK Akatemia ở Suomen Cup. Ngày 4 tháng 3 năm 2017, anh ghi một cú đúp trong chiến thắng 6–1 trên sân nhà trước FC Jazz tại Suomen Cup. Ngày 6 tháng 5 năm 2017, anh có trận ra mắt ở Cúp Liên đoàn khi đội bóng ghi bàn trong chiến thắng 2–0 trước EIF.

### FK Olympia Praha
Ngày 7 tháng 8 năm 2017, Katidis rời FF Jaro và đặt bút ký hợp đồng 2 năm với FK Olympia Praha ở Giải bóng đá quốc gia Séc (FNL). Ngày 12 tháng 8 năm 2017, anh ra mắt câu lạc bộ trong trận hòa 2–2 trên sân nhà trước FK Viktoria Žižkov ở FNL. Ngày 27 tháng 8, anh ghi bàn thắng duy nhất trong chiến thắng 1–0 trước Vlašim.

### FK Příbram
Ngày 11 tháng 7 năm 2018, Katidis ký hợp đồng 2 năm với 1. FK Příbram ở Giải hạng nhất Séc.

### Irodotos
Ngày 18 tháng 9 năm 2021, Katidis trở lại Hy Lạp thi đấu bóng đá chuyên nghiệp sau gần ba năm, khi anh ký hợp đồng với câu lạc bộ Irodotos ở Super League 2. Lần gần nhất ghi nhận cầu thủ 28 tuổi thi đấu chuyên nghiệp là vào ngày 24 tháng 11 năm 2018, trong trận gặp Bohemians của đội bóng Pribram mà anh đã từng thi đấu.

## Sự nghiệp quốc tế
Katidis nhanh chóng trở thành đội trưởng của U17, U19 và sau đó là U21 Hy Lạp nhờ những màn trình diễn xuất sắc khi anh đang thi đấu cho Aris FC. Anh là đội trưởng của U19 Hy Lạp thua Tây Ban Nha trong trận chung kết Giải vô địch châu Âu 2012 ở Estonia. Ghi bàn trong một trận đấu trong sự nghiệp câu lạc bộ vào ngày 16 tháng 3 năm 2013, Katidis đã ăn mừng bàn thắng một cách gây tranh cãi bằng chào kiểu Đức Quốc xã. Katidis sau đó xin lỗi. Liên đoàn bóng đá Hy Lạp đã áp đặt lệnh cấm cầu thủ này thi đấu cho các đội tuyển quốc gia Hy Lạp suốt đời.

## Danh hiệu

### Đội tuyển quốc gia
U19 Hy Lạp
- Giải vô địch U19 châu Âu: Á quân 2012

### Cá nhân
- Đội hinh tiêu biểu của giải vô địch U19 châu Âu: 2012